# Vladimir Murav'ëv
Vladimir Pavlovič Murav'ëv (in russo Владимир Павлович Муравьёв?; Karaganda, 30 settembre 1959) è un ex velocista sovietico.

## Biografia
Nato nella RSS Kazaka, ha ottenuto i principali successi nella staffetta 4×100 metri, conquistando la medaglia d'oro ai Giochi olimpici di Mosca 1980 e a quelli di Seul 1988. Nella stessa disciplina ha vinto inoltre l'oro ai Campionati europei 1986, l'argento ai Campionati mondiali del 1987 e il bronzo a quelli del 1983. Nel suo palmarès figura anche una medaglia d'argento nei 50 metri piani, ottenuta agli Europei indoor 1981.
Dottore in scienze biologiche, ha lavorato dal 1987 al 2000 come docente di biomeccanica presso l'Università di educazione fisica, salute e sport di San Pietroburgo. Successivamente si è trasferito in Germania, dove svolge l'attività di allenatore.

## Palmarès
| Anno | Manifestazione  | Sede      | Evento     | Risultato | Prestazione | Note |
| ---- | --------------- | --------- | ---------- | --------- | ----------- | ---- |
| 1980 | Giochi olimpici | Mosca     | 4×100 m    | Oro       | 38"26       |      |
| 1981 | Europei indoor  | Grenoble  | 50 m piani | Argento   | 5"76        |      |
| 1983 | Mondiali        | Helsinki  | 4×100 m    | Bronzo    | 38"41       |      |
| 1986 | Europei         | Stoccarda | 4×100 m    | Oro       | 38"29       |      |
| 1987 | Mondiali        | Roma      | 4×100 m    | Argento   | 38"02       |      |
| 1988 | Giochi olimpici | Seul      | 4×100 m    | Oro       | 38"19       |      |

## Altre competizioni internazionali
1984
- Oro ai Giochi dell'Amicizia ( Mosca), 4x100 m
- Oro ai Giochi dell'Amicizia ( Mosca), 200 m piani

1985
- Bronzo in Coppa del mondo ( Canberra), 200 m piani
- Coppa Europa di atletica leggera ( Mosca)

1987
- Coppa Europa di atletica leggera ( Praga)